# Fieschertal
Fieschertal es una comuna suiza del cantón del Valais, situada en el distrito de Goms. Limita al norte con las comunas de Grindelwald (BE), Guttannen (BE) y Lauterbrunnen (BE), al este y sur con Münster-Geschinen, Grafschaft, Reckingen-Gluringen, Bellwald, Fiesch, y al oeste con Betten, Naters y Blatten (Lötschen).